# ウォルター・ラサリー
ウォルター・ラサリー（Walter Lassally、1926年12月18日 - 2017年10月23日）は、イギリスの撮影監督。ウォルター・ラッサリーとの表記もある。
ドイツ国・ベルリン生まれ、1939年にイギリスに移る。
1950年代のフリー・シネマ、1960年代のイギリス・ニュー・ウェイヴで頭角を表す。トニー・リチャードソンやジェームズ・アイヴォリー、マイケル・カコヤニス監督作品の撮影を多く手がけ、1965年、『その男ゾルバ』で第37回アカデミー撮影賞（白黒映画部門）を受賞した。

## 主な作品
- トゥゲザー Together (1956)
- To koritsi me ta mavra (1956)
- To teleftaio psema (1958)
- Eroica (1960)
- 狂っちゃいねえぜ Beat Girl (1960)
- 蜜の味 A Taste of Honey (1961)
- エレクトラ Electra (1962)
- 長距離ランナーの孤独 The Loneliness of the Long Distance Runner (1962)
- トム・ジョーンズの華麗な冒険 Tom Jones (1963)
- その男ゾルバ Alexis Zorbas (1964)
- 魚が出てきた日 Otan ta psaria vgikan sti steria (1967)
- ジョアンナ Joanna (1968)
- 濡れてる牝猫 Three Into Two Won't Go (1969)
- おませなツインキー Lola (1970)
- すべての人のもの Something for Everyone (1970)
- 野蛮人たち Savages (1972)
- ドーベルマン犬の島 To Kill a Clown (1972)
- 時よとまれ、君は美しい/ミュンヘンの17日 / 最も高く (棒高跳び) Visions of Eight: The Highest (1973)
- プリンセスの自叙伝 Autobiography of a Princess (1975)
- ある道化師 Ansichten eines Clowns (1976)
- マハラジャ・優雅なる苦悩 Hullabaloo Over Georgie and Bonnie's Pictures Lady Gee (1978) テレビ映画
- 緊迫のコックピット/ザ・パイロット The Pilot (1980)
- 鉄の天使 Engel aus Eisen (1981)
- 鏡の国の“D” Memoirs of a Survivor (1981)
- 熱砂の日 Heat and Dust (1983)
- プライベイトスクール Private School (1983)
- ボストニアン The Bostonians (1984)
- インディアン・サマー Indian Summer (1987)
- ボンベイ大捜査線 The Perfect Murder (1988)
- デシーバーズ/暗黒の大地 The Deceivers (1988)
- 悲しき酒場のバラード The Ballad of the Sad Cafe (1991)
- たった一度のクリスマス/ある逃亡者との物語 The Man Upstairs (1992) テレビ映画
- ビフォア・ミッドナイト Before Midnight (2013) 出演